# Nile Rodgers
Nile Gregory Rodgers Jr. (New York City, New York, 1952. szeptember 19. –) négyszeres Grammy-díjas amerikai gitáros, dalszerző, zenei producer, a Chic együttes tagja. A világ egyik legsikeresebb zenei producere, karrierje során olyan énekesekkel, zenészekkel dolgozott együtt, mint Diana Ross, David Bowie vagy Madonna.

## Pályafutása
New Yorkban született, édesanyja tizenhárom, édesapja tizenöt éves volt. A zenében találta meg a kiutat a drogfüggőséggel küzdő szülők világából. Előbb klasszikust játszott fúvóshangszereken, majd a Beatles hatására gitározni is megtanult, ami annyira jól sikerült, hogy a harlemi Apollo színház és koncerthely házi zenekarában Betty Wrightot és Ben. E. Kinget kísérhette. 
1970-ben megismerkedett Bernard Edwards basszusgitárossal, aki később szerző- és producertársa lett. 1974-ben egy Roxy Music-koncertet látva elhatározta, hogy: „meg kell csinálnunk ennek a fekete változatát!”. Pár év múlva barátjával megtalálták Tony Thompson dobost, s így mindhárman biztosak voltak abban, hogy együtt sikerülhet. 1977 elején egy éjszaka alatt rögzítették az Everybody Dance című dalukat. A Chic debütáló albuma ezen és a Dance, Dance, Dance dallal még nem robbant túl nagyot, de ahhoz elég sikeres volt, hogy az együttes szabad kezet kapjon. 
Rodgers vezetésével a Chic 1978-ban kiadta a C'est Chic című albumát, amelyből hatmillió példány fogyott. A zenei stílust illetően keveredett egymással a funk, az R&B, a pop és a jazz. 1979-ben jelentették meg Risqué című albumukat. Ez jól ötvözte a korszak divatos hangzásait, a korábbi lassabb számok mellett a nagyhatású Good Times sláger sem maradt el. 
Ezután mindenki Rodgers-el és Edwards-al szeretett volna dolgozni, ők producerként azt juttatták fel a csúcsra, akit akartak. Első énekesüknek, Norma Jean Wrightnak írtak egy lemezt; a Sister Sledge zenekart sztárrá tették a We Are Familyvel, aztán Diana Ross legsikeresebb albumának születésénél bábáskodtak.
Rodgers együttesének hatásának kulcsa a remek basszussal megszólaló ritmusszekció és magának Rodgersnek a gitárjátéka. 
Az 1990-es évekre Rodgers elvesztette Edwardsot és Thompsont (előbbi tüdőgyulladásban hunyt el 1996-ban, utóbbi a veserákkal folytatott küzdelemben maradt alul 2003-ban), ráadásul nem sokkal később prosztatarákot diagnosztizáltak nála, de legyőzte betegségét. A Daft Punk Get Lucky című dalával újraéledt a karrierje. A francia együttes Random Access Memories című lemezén található szám világsikert aratott 2013-ban, és ezután a modern kortárs előadók egymás után keresték meg, hogy vele dolgozhassanak. Így azóta olyan nevekkel készített közös dalokat, mint Avicii, Keith Urban, Christina Aguilera, Lady Gaga, Beyoncé, Pitbull vagy Daddy Yankee. 

## Diszkográfia

### Chic-albumok
- Chic (1977)
- C'est Chic (1978)
- Risqué (1979)
- Real People (1980)
- Take It Off (1981)
- Soup for One (filmzene, Chic/más előadók) (1982)
- Tongue in Chic (1982)
- Believer (1983)
- Chic-ism (1992)
- It's About Time (2018)

### Szólólemezek
- Adventures in the Land of the Good Groove (1983)
- B-Movie Matinee (1985)
- Chic Freak and More Treats (1996)

### Filmzenei albumok
- Soup for One (1982)
- Alphabet City (1984)
- Coming to America (1988)
- Earth Girls Are Easy (1988)
- White Hot (1989)
- Beverly Hills Cop III (1994)
- Blue Chips (1994)
- Curdled (1996)
- Public Enemy (1999)
- Rise of Nations (2003) Game
- Halo 2 Soundtrack (2004) Game
- Conker: Live & Reloaded (2005) Game
- Perfect Dark Zero (2005) Game
- Halo 3 Soundtrack (2007) Game